# Eurymeloides lineata
Eurymeloides lineata är en insektsart som beskrevs av Victor Antoine Signoret 1850. Eurymeloides lineata ingår i släktet Eurymeloides och familjen dvärgstritar. Inga underarter finns listade i Catalogue of Life.